# Troféu

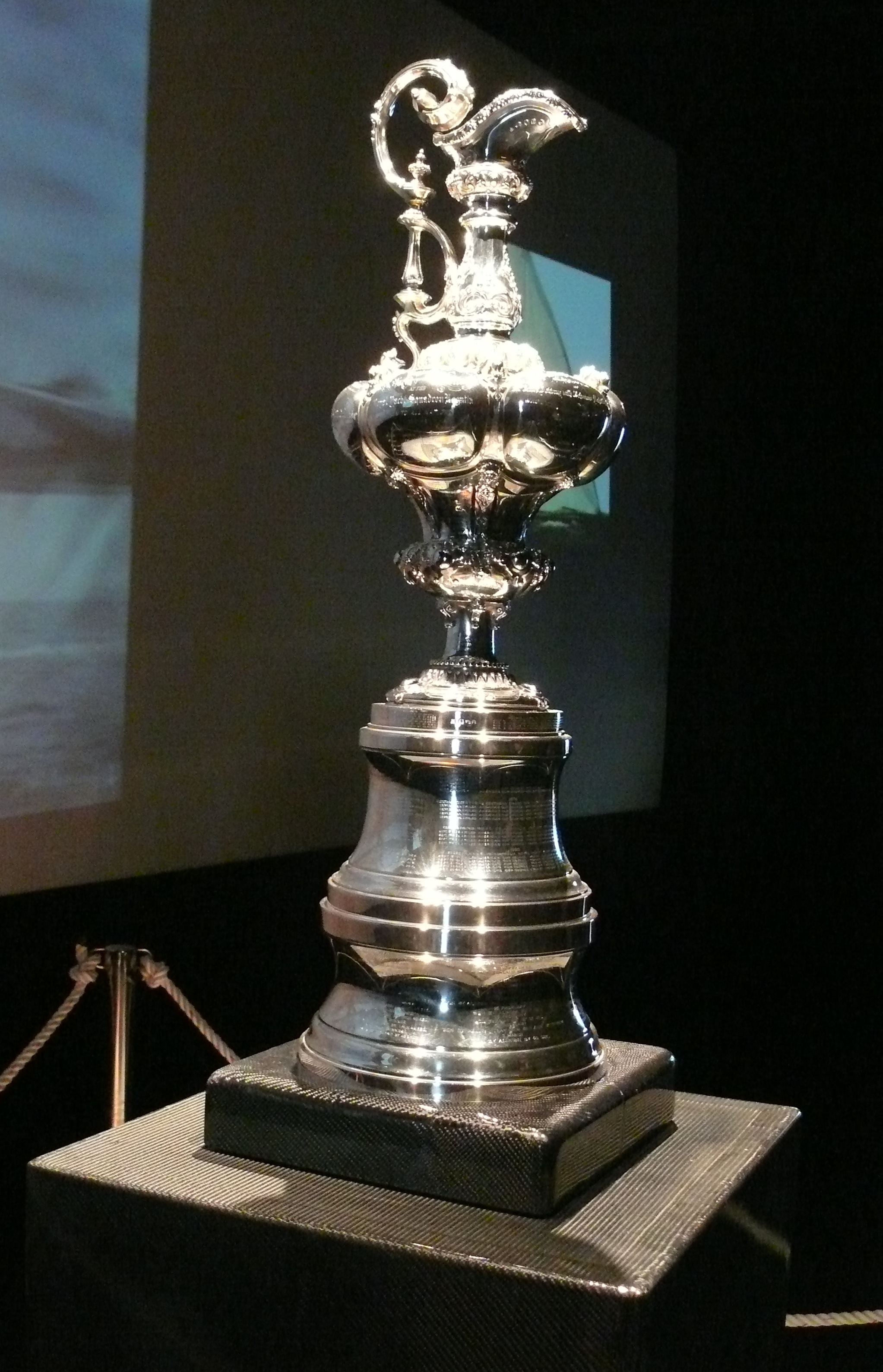
Troféu da America's Cup

Um troféu é recompensa por uma façanha específica, que serve posteriormente como prova ou reconhecimento do mérito pela realização dessa proeza, feito heróico ou fato extraordinário. No passado, os troféus eram sobretudo entregues como retribuição de feitos militares ou bélicos. Na forma, pode ser objetivamente uma taça, placa, copa, medalha ou tabuleta. Hoje em dia, os troféus são entregues com mais frequência em eventos desportivos, artísticos e culturais.
A palavra "troféu" vem do grego "tropaion" com o significado atual de mudança, reviravolta ou transformação; e tem origem no termo latino "tropaneum", o qual se referia a armas, estandartes, outros objetos e bens, cativos humanos ou partes de corpos (ex.: cabeças, mãos, braços e orelhas decepados), todos esses capturados do grupo inimigo em combate. É o troféu de guerra que comemorava as vitórias militares de um Estado, unidade militar ou combatente individual. Na guerra moderna, a tomada de troféus é considerada antiética e é desencorajada.
A diferença entre taça e troféu em suas origens está no formato, pois a taça tem um formato que lembra o copo, tendo no alto uma forma côncava. O troféu é uma recompensa por um feito, mas também teria outros formatos. Com o tempo viraram sinônimos no Brasil.